# Bernardino Fernández de Velasco
Bernardino Fernández de Velasco   (Madrid, 1783 - Madrid, 28 de maig de 1851) Bernardino Fernández de Velasco Enríquez de Guzmán y López Pacheco, XIV duc de Frías, IX duc d'Uceda, gran d'Espanya, fou un noble, polític, militar, diplomàtic i poeta espanyol, senador per la província de Lleó.

## Biografia
Fill del bonapartista XIII Duc de Frías, conegut com a Diego Fernández de Velasco i també com a Diego Pacheco Téllez-Girón Gómez de Sandoval, mort en França en 1811.
Va ingressar cap a 1796 en l'exèrcit való amb tot just 13 anys, sent tinent als 19, circa 1802. Destinat en 1808 a Portugal amb l'exèrcit francès, aparentment va desertar per unir-se a la resistència espanyola durant la Guerra del francès, a diferència del seu pare, Diego Fernández de Velasco, XIII Duc de Frías, notori afrancesat que va participar en la comissió redactora de la Constitució de Baiona.
Al retorn del rei Ferran VII, en 1814 i ja amb el grau de Coronel va recomanar a aquest que jurés la Constitució de 1812 i no fes cas dels absolutistes quan es va fer públic el Manifest dels Perses.
Va tornar en 1820 a la vida política activa amb el Trienni liberal. Va militar en el grup moderat de la Societat de l'anell i va ser ambaixador a Londres i conseller d'Estat.
Amb la restauració de l'absolutisme en 1823, va haver d'exiliar-se a Montpeller fins que en 1828 va tornar a Espanya. Va ser membre de l'Estamento de Próceres en les Corts de 1834 a 1836.
Francisco Martínez de la Rosa el va enviar a París per obtenir el suport francès durant la Primera Guerra Carlista, i va intervenir en les negociacions per a la signatura de la Quàdruple Aliança i l'enviament de la Legió Estrangera.
En 1838 va ser escollit senador per Lleó. El 6 de setembre d'aquest any va ser nomenat president del Consell de Ministres en substitució del Narciso Heredia, comte d'Ofalia. Va tractar sense èxit de negociar amb les potències absolutistes del nord (Àustria, Prússia i Rússia) perquè retiressin el seu suport als carlistes, que actuaven a favor del germà de Ferran VII, Carles Maria Isidre.
En política interior, els seus intents de reconciliació van xocar immediatament amb els interessos de les diferents faccions polítiques i de l'exèrcit. Es va veure desbordat per la pugna pel poder entre Ramón María de Narváez i Baldomero Espartero. Si bé va aconseguir dominar la insurrecció de Luis Fernández de Córdoba a Sevilla, va ser incapaç de fer front a l'oposició en les Corts i es va veure obligat a dimitir el 8 de desembre de 1838.
En 1845 va tornar de nou a l'activitat política com a senador vitalici, tot i que va consagrar el seu temps a la literatura, ingressant en la Reial Acadèmia Espanyola en 1839 i en la Reial Acadèmia de la Història en 1847. Com a poeta líric d'importància mitjana, va seguir les petjades de Juan Nicasio Gallego, amb qui li unia una estreta amistat. L'Acadèmia va editar les seves Obras poéticas en 1857, amb pròleg del duc de Rivas.

## Distincions i condecoracions
- Cavaller de l'Orde del Toisó d'Or (12 de desembre de 1835).[3]
- Cavaller Gran Creu de la Reial i Distingida Orde de Carles III (26 de gener de 1822).[4]
- Cavaller Gran Creu de l'Orde de Leopold de Bèlgica (30 de març de 1835).[5]
- Cavaller Gran Creu de la Legió d'Honor de França (1835).[6][7]
- Cavaller Gran Creu de l'Orde del Salvador de Grècia.[8]